# Monteignet-sur-l'Andelot
Monteignet-sur-l'Andelot è un comune francese di 240 abitanti situato nel dipartimento dell'Allier della regione dell'Alvernia-Rodano-Alpi.

## Società

### Evoluzione demografica
Abitanti censiti